# Impatiens marianae
Impatiens marianae är en balsaminväxtart som beskrevs av Reichb. f. och Joseph Dalton Hooker. Impatiens marianae ingår i släktet balsaminer, och familjen balsaminväxter. Inga underarter finns listade i Catalogue of Life.

## Bildgalleri

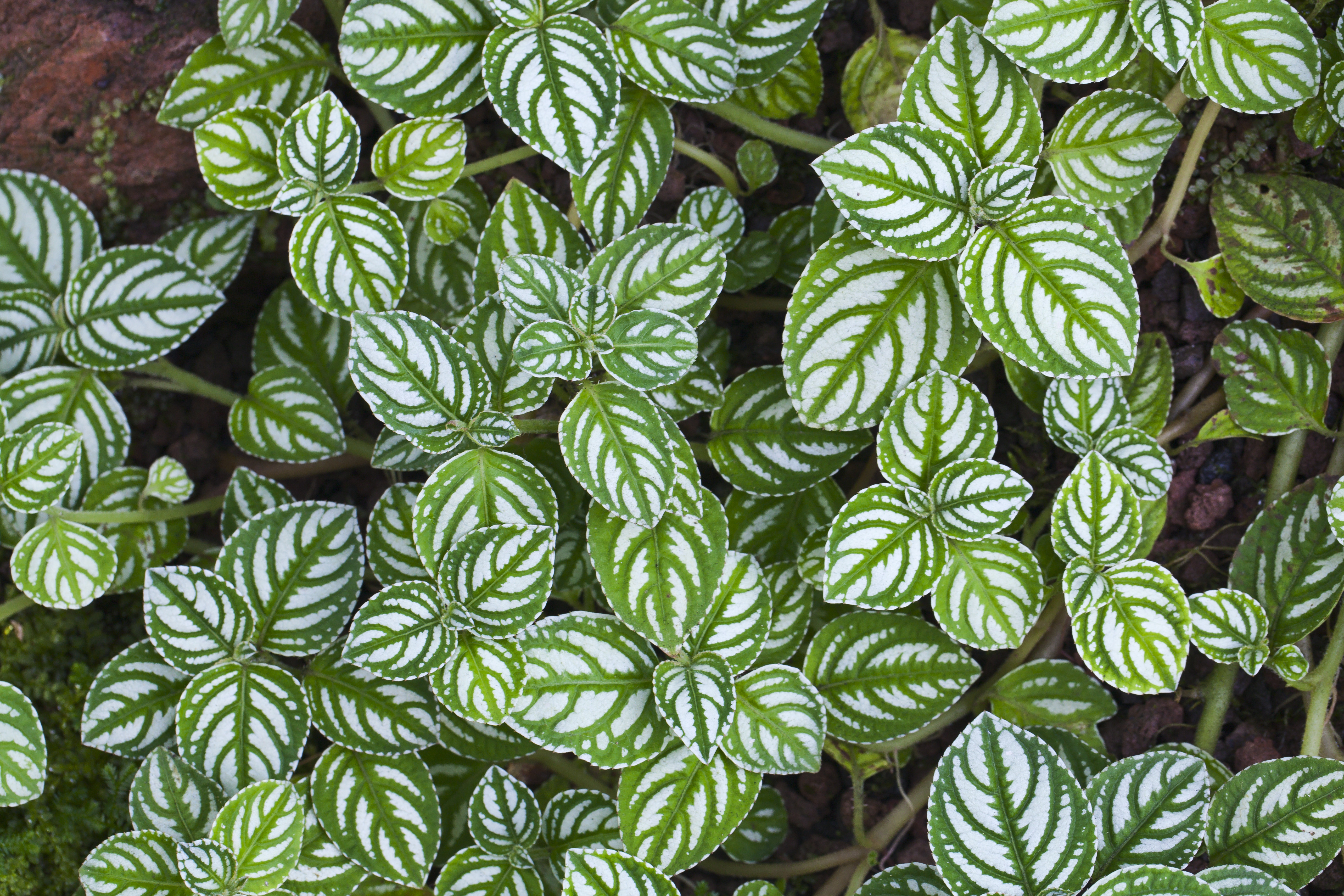
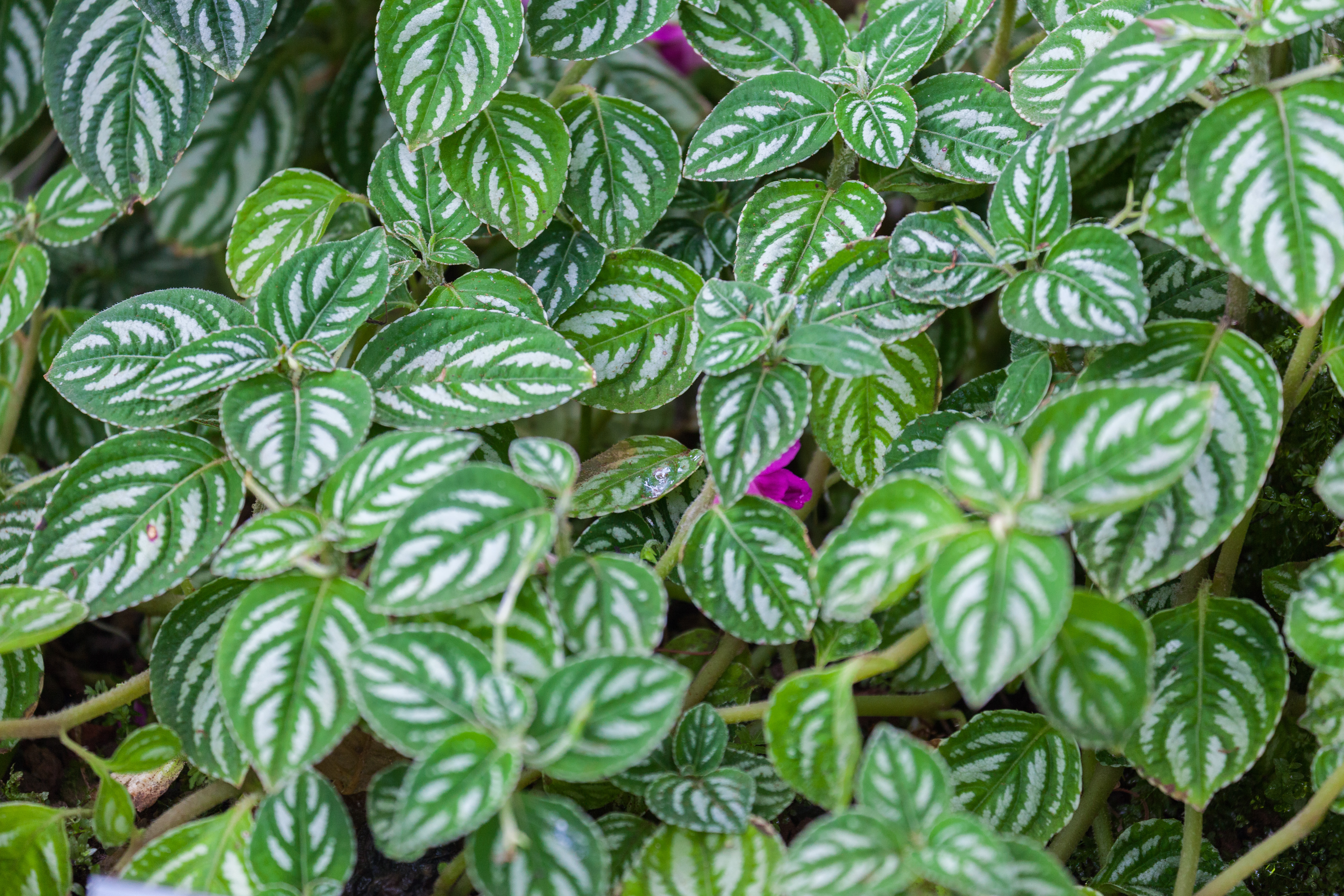